# 4F
4F ist ein polnischer Sportartikelanbieter und Hersteller von Textilien, Schuhen und Accessoires. Das Unternehmen betreibt in Polen über 150 eigene Geschäfte und kooperiert mit rund 200 weiteren. Im Ausland betreibt 4F einige Läden in Lettland, Rumänien, Tschechien und der Slowakei und vertreibt seine Artikel in insgesamt 50 Ländern. 4F gehört zur Aktiengesellschaft OTCF, welche unter anderem die Marken Outhorn und 4Faces betreibt.

## Geschichte
Igor Klaja, der Geschäftsführer von OTCF, kam auf die Idee, eigene Sportartikel zu verkaufen, als er selber während seines Studiums in einem Sportartikelgeschäft arbeitete. Zuvor betrieb er die Marke Outhorn, welche wenig Investition erforderte. Er begann, seine Produkte in großen Einkaufsmärkten zu bewerben und schloss erste Verträge für den Verkauf mit Selgros, Tesco und Auchan. Der Umsatz in den Einkaufsmärkten war zwar groß, aber der Gewinn aufgrund der niedrigen Preise viel zu gering, daher entstand die ebenfalls von Igor Klaja gegründete Marke 4Fun, die 2007 unter 4F Sport Performance bekannt war und heute nur noch 4F heißt. 4F ist heute weltweit im Onlineverkauf und mit eigenen Geschäften national sowie international tätig.

## Partnerschaften
4F ist offizieller Partner des Polnischen Olympischen Komitees, des polnischen Leichtathletikverbandes, des polnischen Eisschnelllaufverbandes und des polnischen Skiverbandes. Während der Olympischen Spiele 2016 trugen Athleten aus Polen, Serbien und Lettland Sportbekleidung von 4F.
Außerdem ist 4F Hauptsponsor der Vierschanzentournee.
Die erste Partnerschaft mit einer bekannten Persönlichkeit aus dem Sport begann 2008 mit dem polnischen Skispringer Adam Małysz.
Weitere Repräsentanten für 4F aus dem Sport sind:
- Kamil Stoch
- Maciej Kot
- Marcin Chabowski
- Ioana Grama
- Iwona Lewandowska-Bernardelli
- Katarzyna Niewiadoma
- Paula Gorycka
- Łukasz Kubot
- Weronika Nowakowska-Ziemniak
- Monika Hojnisz-Staręga
- Konrad Niedźwiedzki
- Natalia Czerwonka
- Andrzej Piątek
- Marek Kolbowicz
- Robert Lewandowski

Von Anfang 2017 bis Ende 2020 war 4F offizieller Sponsor und Partner der polnischen Männer-Handballnationalmannschaft.